# Руня (Болгарія)
Ру́ня (болг. Руня) — село в Габровській області Болгарії. Входить до складу общини Дряново.

## Населення
За даними перепису населення 2011 року у селі проживали 27 осіб, з них 23 особи (85,2%) — болгари.
Розподіл населення за віком у 2011 році:
Динаміка населення: